# لورا اسلید ویگینز
لورا اسلید ویگینز (انگلیسی: Laura Slade Wiggins؛ زادهٔ ۸ اوت ۱۹۸۸) یک هنرپیشه، و نوازنده اهل ایالات متحده آمریکا است. وی از سال ۲۰۰۶ میلادی تاکنون مشغول فعالیت بوده‌است.